# Heinrich Schwabe
Samuel Heinrich Schwabe (Dessau, 25 ottobre 1789 – Dessau, 11 aprile 1875) è stato un astronomo tedesco.

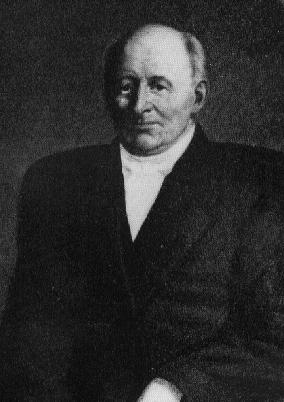
Samuel Heinrich Schwabe

Samuel Heinrich Schwabe è diventato famoso per i propri studi sulle macchie solari che egli iniziò fin dal 1826 con le prime osservazioni del Sole. Schwabe stava cercando di scoprire un nuovo pianeta con orbita interna a quella di Mercurio. Mentre eseguiva tale ricerca, la sua attenzione fu attratta dalla presenza di macchie scure sulla superficie solare. Per 17 anni, dal 1826 al 1843 Schwabe, nel tentativo di cercare il pianeta, scrutò la superficie del sole, annotando la presenza delle macchie. Schwabe non riuscì mai a scoprire alcun pianeta, ma riuscì a descrivere la presenza delle macchie solari, il loro numero, e la loro regolare variazione con il passare degli anni, ipotizzandone un probabile ciclo di circa dieci anni.

## Riconoscimenti
- Nel 1857 Schwabe fu premiato con la Medaglia d'Oro della Royal Astronomical Society.

- Gli è stato dedicato un cratere di 25 km di diametro sulla Luna[1].